# Astragalus caespitosulus
Astragalus caespitosulus är en ärtväxtart som beskrevs av Nikolai Fedorovich Gontscharow. Astragalus caespitosulus ingår i släktet vedlar, och familjen ärtväxter. Inga underarter finns listade i Catalogue of Life.